# Пракупола (Болцано)
Пракупола је насеље у Италији у округу Болцано, региону Трентино-Јужни Тирол.
Према процени из 2011. у насељу је живело 134 становника. Насеље се налази на надморској висини од 1156 м.